# Héctor Daley
Pour les articles homonymes, voir Daley.
Héctor Daley (né le 22 octobre 1961) est un athlète panaméen, spécialiste du 200 m et du 400 m.
Ses meilleurs temps sont de :
- 200 m, 20 s 67 à Walnut en 1980,
- 400 m, 45 s 29 à Ciudad Bolívar, le 15 août 1981.

Il remporte les Championnats d'Amérique du Sud 1985 puis ceux de 1987 sur 400 m, en battant à chaque fois le record des championnats.